# AirWolf
Airwolf este un serial de televiziune militar de acțiune american.
Airwolf este descris ca un prototip de elicopter supersonic avansat , cu capacități de ascuns și un arsenal formidabil.
În România a fost difuzat pe TVR 1.